# Légzsilip

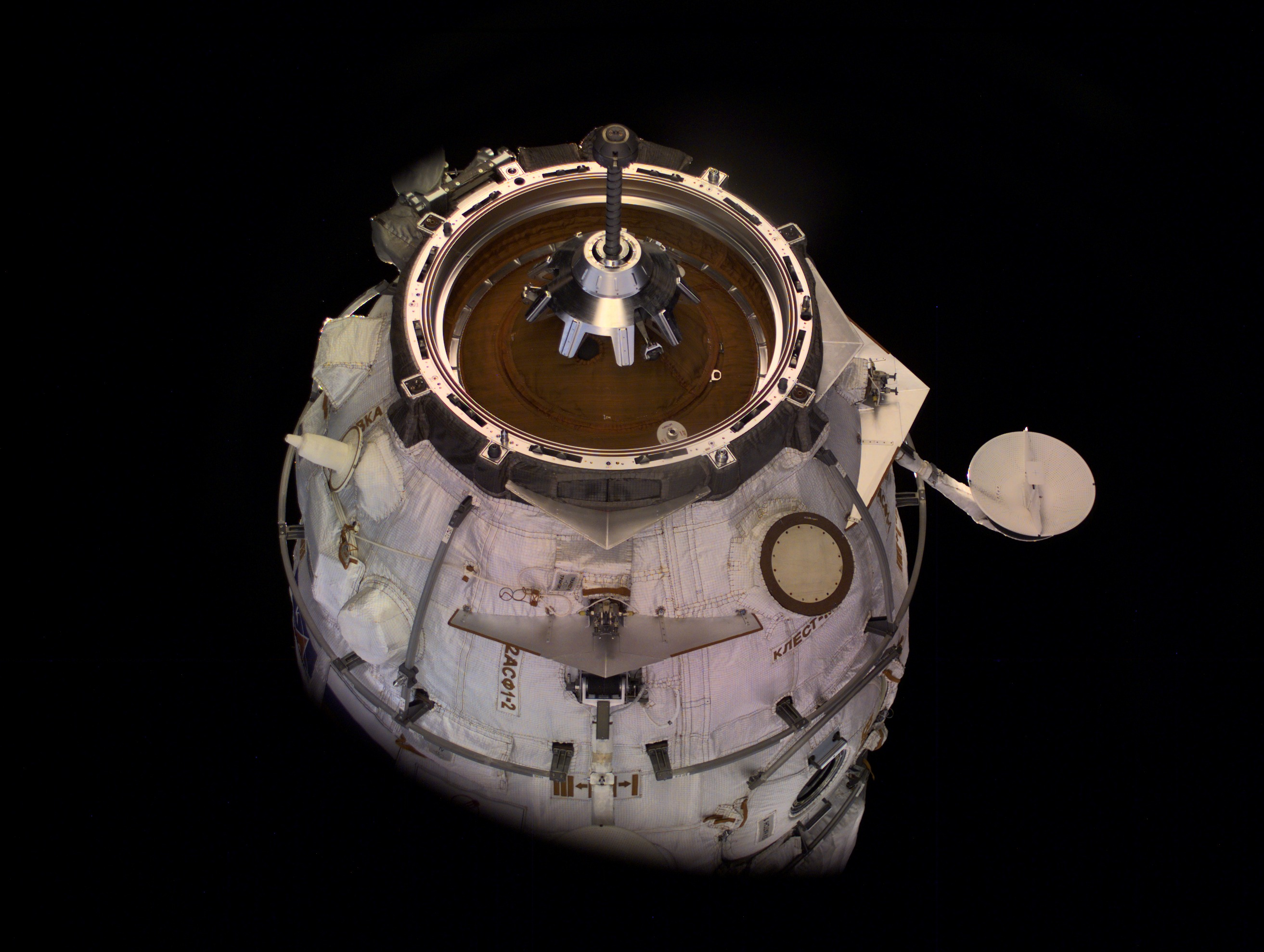
Az orosz Pirsz modul légzsilipe (felül)
az ISS-ről fényképezve a dokkolás előtt

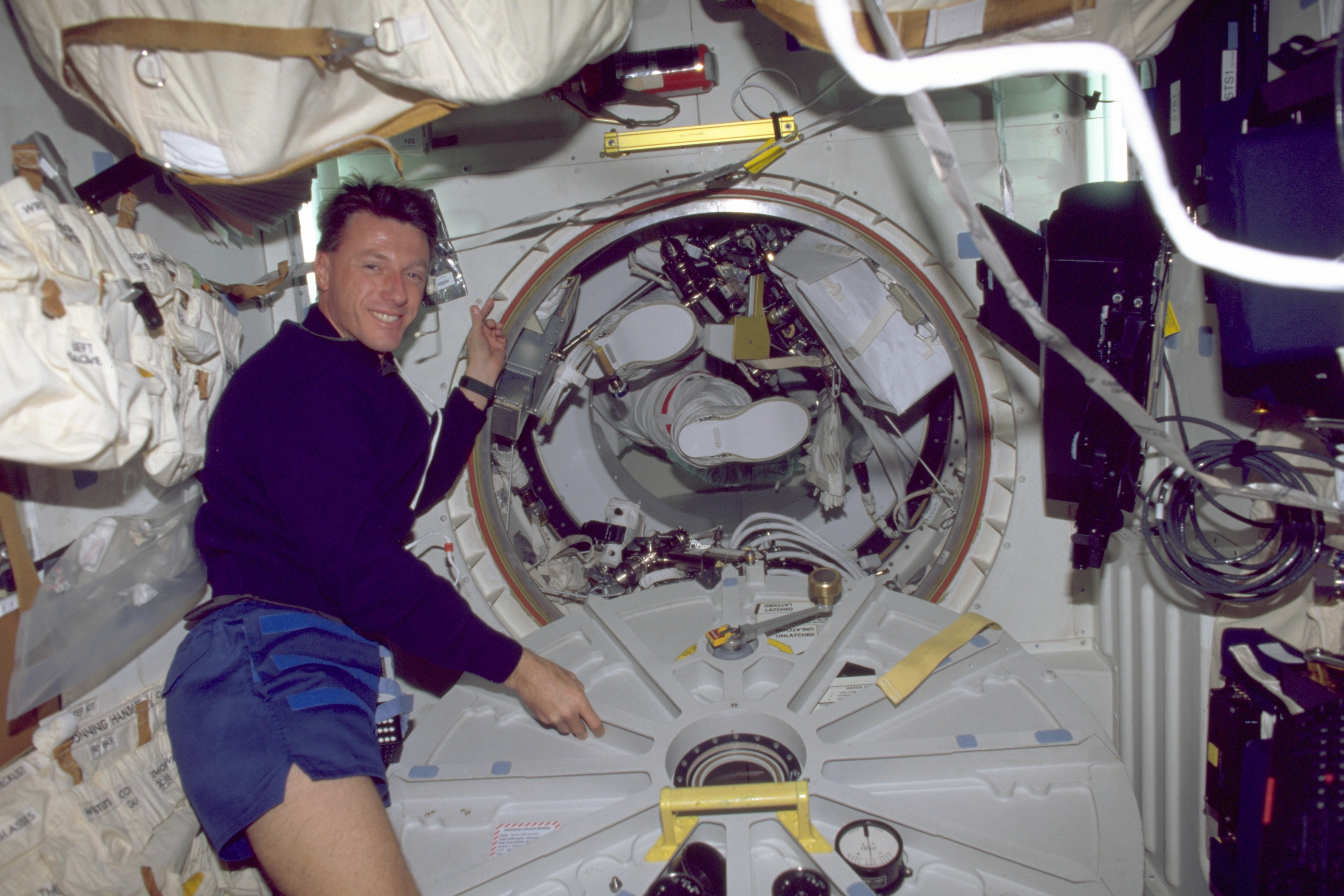
Az STS-103 légzsilipe zárás előtt,
balról Michael Foale űrhajós

A légzsilip olyan különleges ajtó (illetve két ilyen ajtót tartalmazó, nyomáskamrának vagy zsilipkamrának nevezett helyiség), melynek két oldalán lényegesen eltérőek a nyomásviszonyok, vagy a légtér összetétele. Az ajtó egyik oldalán emberi tartózkodásra alkalmas viszonyok uralkodnak, míg a másik oldalon nem (ott akár vákuum vagy nagy nyomású víz is lehet). A légzsilip feladata a két hely között emberek és tárgyak mozgásának biztosítása, a fizikai elválasztás mellett a légcsere illetve levegőveszteség minimalizálása. A két ajtó fizikailag nem nyitható egyszerre.

## Jellemző alkalmazási területei
Különféle speciális járművek (például űrhajó, repülőgép, léghajó, tengeralattjáró, katonai járművek) belső terének elválasztása a külvilágtól, de megtalálható egyes nagy mélységű bányákban, víz alatti építmények bejáratánál, vagy olyan laboratóriumokban is, ahol a kétféle légtér elválasztása szükséges (lásd: tisztaszoba).
Nagy szerepe van űrhajósok, illetve repülőgép pilóták kiképzésében, és alkalmazható hegymászók felkészülése során.
Újabban egészségügyi alkalmazásai is vannak.

## Funkciók
A helyiség egyik funkciója lehet a külvilágból belépők átvizsgálása, megtisztítása (például a rájuk rakódott radioaktív portól).

## Kivitel
Az ajtók üzemszerű nyitása történhet kézi erővel mindkét oldalról, de biztonsági okokból ezt korlátozhatják kizárólag a belső oldalra is (például repülőgépen). Ilyenkor a külső oldalról az ajtó vészhelyzetben különleges eljárással nyitható.

## Nyomáskiegyenlítés
Az ajtó nyitása előtt ki kell egyenlíteni a nyomáskülönbséget a két hely között. Fokozatos nyomáskiegyenlítés megy végbe a különféle nemkívánatos mellékhatások kiküszöbölése (hirtelen hőmérséklet-változás, ködképződés, párakicsapódás – lásd: Boyle–Mariotte-törvény), valamint a légzáró illesztések kímélése céljából. 
Ha a zsilipkamrát igénybe vevő személy nem visel nyomáskiegyenlítő öltözéket, még fontosabb a lassú nyomáskiegyenlítés, hogy elkerülhető legyen a vérben és a test más helyein a légbuborékok kiválása (ez halálos következménnyel járhat) és a dekompressziós betegség. Emiatt előfordulhat, hogy a mélyvízi búvár a zsilipkamrában a dekompressziós táblázatnak megfelelően több órát is eltölt.

## Hasonló alkalmazások
Hasonló a sarki tudományos kutatóbázisok bejáratánál alkalmazott megoldás, ami bár többnyire nem zár légmentesen, de megakadályozza a nagyarányú hőveszteséget.
Egyes bankoknál vagy ékszerüzleteknél a bejárat kialakítása akadályozza a gyors bejutást illetve távozást. Bevásárlóközpontoknál, egyes nagy gyalogos forgalmú helyeken forgóajtó vagy meleg levegő függőleges áramoltatása csökkenti a hőveszteséget. Mivel ezeknél nem áll fenn a kétféle légtér tökéletes elkülönítésének igénye, inkább csak egyfajta zsilipnek tekinthetők.

## Tűzvédelmi meghatározás
A gázveszélyes helyiség és a szabad tér között épített olyan helyiség, amelynek két ajtaja van (lehetőleg légmentesen záródó), egyik a szabad térbe, a másik a gázveszélyes helyiségbe nyílik, azok egymástól olyan távolságban vannak, hogy egy időben egy személy által nem nyithatók.

## Fordítás
Ez a szócikk részben vagy egészben  az   Airlock című angol Wikipédia-szócikk fordításán alapul.  Az eredeti cikk szerkesztőit annak laptörténete sorolja fel. Ez a jelzés csupán a megfogalmazás eredetét és a szerzői jogokat jelzi, nem szolgál a cikkben szereplő információk forrásmegjelöléseként.